# Sauk Centre
Sauk Centre ist eine Stadt im Stearns County in Minnesota, Vereinigte Staaten. Das U.S. Census Bureau hat bei der Volkszählung 2020 eine Einwohnerzahl von 4.555 ermittelt. Sauk Centre ist der Geburtsort des Literaturnobelpreisgewinners und Romanautors Sinclair Lewis, dem die Stadt als Inspiration diente für den fiktiven Ort Gopher Prairie, den Handlungsort seines 1920 veröffentlichten Romans Main Street. Das im Ort befindliche Sinclair Lewis Boyhood Home ist eine National Historic Landmark.

## Geografie
Der Ort befindet sich am Sauk Lake, dem Ursprung des Sauk Rivers, wovon der Name abgeleitet ist. Nach den Angaben des United States Census Bureaus hat der Ort eine Fläche von 10,3 km², wovon 9,6 km² auf Land und 0,6 km² (= 6,30 %) auf Wasserflächen entfallen.
Sauk Centre befindet sich etwa 160 km nordwestlich der Metropolregion Minneapolis/Saint Paul am Interstate 94, dem U.S. Highway 71 und der Minnesota State Route 28.
Die Stadt gilt als geographischer Mittelpunkt des Bundesstaates.

## Demografische Daten
Zum Zeitpunkt des United States Census 2000 bewohnten Sauk Centre 3930 Personen. Die Bevölkerungsdichte betrug 407,9 Personen pro km². Es gab 1709 Wohneinheiten, durchschnittlich 177,4 pro km². Die Bevölkerung Sauk Centres bestand zu 98,68 % aus Weißen, 0,31 % Schwarzen oder African American, 0,13 % Native American, 0,25 % Asian, 0,25 % gaben an, anderen Rassen anzugehören und 0,38 % nannten zwei oder mehr Rassen. 0,53 % der Bevölkerung erklärten, Hispanos oder Latinos jeglicher Rasse zu sein.
Die Bewohner Sauk Centres verteilten sich auf 1616 Haushalte, von denen in 30,4 % Kinder unter 18 Jahren lebten. 53,0 % der Haushalte stellten Verheiratete, 8,5 % hatten einen weiblichen Haushaltsvorstand ohne Ehemann und 35,5 % bildeten keine Familien. 31,4 % der Haushalte bestanden aus Einzelpersonen und in 17,8 % aller Haushalte lebte jemand im Alter von 65 Jahren oder mehr alleine. Die durchschnittliche Haushaltsgröße betrug 2,38 und die durchschnittliche Familiengröße 3,01 Personen.
Die Bevölkerung verteilte sich auf 25,6 % Minderjährige, 8,2 % 18- bis 24-Jährige, 25,1 % 25- bis 44-Jährige, 18,6 % 45- bis 64-Jährige und 22,5 % im Alter von 65 Jahren oder mehr. Das Durchschnittsalter betrug 39 Jahre. Auf jeweils 100 Frauen entfielen 89,4 Männer. Bei den über 18-Jährigen entfielen auf 100 Frauen 85,4 Männer.
Das mittlere Haushaltseinkommen in Sauk Centre betrug 37.644 US-Dollar und das mittlere Familieneinkommen erreichte die Höhe von 47.623 US-Dollar. Das Durchschnittseinkommen der Männer betrug 33.382 US-Dollar gegenüber 20.399 US-Dollar bei den Frauen. Das Pro-Kopf-Einkommen belief sich auf 18.390 US-Dollar. 5,2 % der Bevölkerung und 2,3 % der Familien hatten ein Einkommen unterhalb der Armutsgrenze, davon waren 2,9 % der Minderjährigen und 8,0 % der Altersgruppe 65 Jahre und mehr betroffen.

## Schulen
Es gibt zwei Schulen in der Stadt. Holy Family ist eine katholische Privatschule für Schüler vom Kindergartenalter bis zur sechsten Klasse. Die Sauk Centre Public School ist in Elementary, Junior High und Senior High School gegliedert.